# Харцизьк (футбольний клуб)
«Сілур» — український футбольний клуб з міста Харцизька Донецької області.

## Хронологія назв
- 19?? — літо 1992: «Гірник» (Харцизьк)
- 1992: «Канатник» (Харцизьк)
- 1993: «Сілур» (Харцизьк)
- Літо 1993—13.10.1993: «Прометей» (Харцизьк)
- 13.10.1993—1995: «Сілур» (Харцизьк)
- 1996: «Сілур-Трубник» (Харцизьк)
- 1997: «Сілур-Динамо» (Харцизьк)
- 1997—1998: ФК «Харцизьк»

## Історія
Футбольний клуб «Гірник» (Харцизьк) було засновано в XX столітті в місті Харцизьк. З моменту свого заснування виступав у чемпіонаті та кубку Донецької області.
Після здобуття Україною незалежності виступав у Перехідній лізі, в якій посів сьоме місце в другій групі. В осінній частині наступного сезону 1992/93 років виступав під назвою «Канатник» (Харцизьк), а в весняній частині сезону вже під назвою «Сілур» (Харцизьк) й посів 15-те місце в Перехідній лізі. Напередодні початку сезону 1993/94 років змінив назву на «Прометей» (Харцизьк), але 13 жовтня 1993 року повернувся до назви «Сілур» (Харцизьк) та посів 13-те місце в чемпіонаті, через що покинув лігу. У наступному сезоні 1994/95 років клуб грав в Аматорському чемпіонаті, де він зайняв третє місце в 4-й підгрупі. Після річної перерви, в сезоні 1996/97 років знову виступав в Аматорському чемпіонаті, де він посів 4-те місце в 5-й групі. Команда також дебютувала в аматорському Кубку України, в якому дійшла до 1/4 фіналу. Улітку 1997 року клуб змінив назву на ФК «Харцизьк» і продовжував виступати в 4-й групі Аматорському чемпіонату, але після завершення осінньої частини змагань знявся з чемпіонату та був розформований.

## Досягнення
- Перехідна (Третя) ліга чемпіонату України (2-га група)
  - 7-ме місце (1): 1992

- Кубок України
  - 1/64 фіналу (1): 1993/94

- Аматорський чемпіонат України (4-та група)
  -  Бронзовий призер (1): 1994/95

- Аматорський Кубок України
  - 1/4 фіналу (1): 1996/97